# Раписарди, Марио
Марио Раписарди (итал. Mario Rapisardi; 25 февраля 1844, Катания Сицилия — 4 января 1912, там же) — итальянский поэт и философ периода рисорджименто, представитель литературно-художественного движения Скапильятура. Переводчик, критик, педагог, профессор литературы Катанийского университета (с 1878).
Основоположник сицилийской школы поэзии.

## Биография
Родился в семье богатого адвоката. Получил образование у иезуитов.
В 1865 году отправился во Флоренцию, куда часто возвращался по протяжении всей своей жизни. Там он познакомился и подружился с Джованни Прати, Теренцио Мамиани делла Ровере и другими ведущими поэтами и писателями Италии того времени. 
С 1870 читал курс лекций в Катанийском университете. Профессор итальянской и латинской литературы.
Умер в Катании в 1912 году. Город находился в трауре в течение трех дней, его похоронах привлекли более 150 000 человек. Однако из-за противодействия со стороны церковных властей, его тело оставалось без погребения на городском кладбище в течение десяти дней.

## Творчество
Дебютировал в 14-летнем возрасте с поэмой «Святая Агата», в котором смело призвал к свободе своего отечества от власти Бурбонов. В 1863 году опубликовал сборник стихов под названием «Canti». 
В 1881 году началась его публичная полемика с Джозуэ Кардуччи по поводу поэмы «Люцифер» («Lucifero», 1877), в которой вкратце и в мистической форме обозреваются предшествующие события и рисуется жизнь народов нового времени, в особенности борьба немцев и французов в 1870—1871 и новейшие судьбы Италии. Его поэма «Люцифер» наполнена антикатолическими мотивами.
Перу М. Раписарди принадлежит философско-историческая поэма «Возрождение» («La Palingenesi», 1868), примиряющая науку и религию, в которой он изложил историю развития человечества и попытался заглянуть в его будущее.
Он автор философской поэмы-трилогии «Иов» (1884) и «Религиозных стихов» (1887) проникнутых духом сомнения, порою переходящего в богоборческую тенденцию. Увлечение поэта социалистическими идеями отразилось в цикле стихов «Справедливость» (1883): в «Песне углекопов» создан образ пролетариата — носителя социального возмездия. Аллегорическая поэма «Атлантида» (1894) сочетает сатиру с элементами социальной утопии.
Ему принадлежат также драма в стихах «Manfred», собрания стихотворений — «Ricordanze» (1872, 3-е изд. 1881), «Poesie religiose» (1887), «Elegie» (1889), «Empedocle ed altri versi»(1892), трилогия «Atlantide» (1894) и др. В 1894 вышло в Катании собрание сочинений М. Раписарди «Opere ordinate е corrette».
Перевëл ряд произведений Горация, Тита Лукреция Кара, Шелли и других поэтов.

## Источник
Раписарди, Марио // Энциклопедический словарь Брокгауза и Ефрона : в 86 т. (82 т. и 4 доп.). — СПб., 1890—1907.